# Mária román hercegnő
Mária román hercegnő (románul: Principesa Maria a României), korábban németül: Maria von Hohenzollern-Sigmaringen (Koppenhága, 1964. július 13. –) a román királyi család tagja.

## Élete

A román királyi címer

Mária román hercegnő 1964-ben született Koppenhágában. Szülei: I. Mihály román király és Anna Bourbon–parmai hercegnő, Románia címzetes királynéja. Négy leánytestvére van:
- Margit trónörökös hercegnő (1949)
- Ilona hercegnő (1950)
- Irén hercegnő (1953)
- Zsófia hercegnő (1957)

2011-ben a román királyi család I. Mihály korábbi román király döntése értelmében lemondott a Hohenzollern-házhoz fűződő minden történelmi és dinasztikus kapcsolatáról, ezzel egyidejűleg a Hohenzollern–Sigmaringen-ház román ágának neve Romániai-házra változott. Ezzel Mihály a nagyapja, I. Ferdinánd román király 1921-es döntését erősítette meg, amellyel a román királyi család nemzeti jellegét és függetlenségét kívánta hangsúlyozni.
New Yorkban élt, 2015-ben Romániába költözött.